# Будери
Будери — национальный парк и ботанический сад на территории Джервис-Бей, Австралия.

## Физико-географическая характеристика
Национальный парк Будери расположен в Джервис-Бей на южном побережье Австралии около штата Новый Южный Уэльс. Общая площадь парка составляет 63,79 км², площадь акватории — 8,75 км², ещё 0,8 км² занимает ботанический сад.

## Флора и фауна
На территории национального парка и его окрестностей обитает 26 видов земноводных и 13 видов морских млекопитающих, 17 видов земноводных рептилий, 15 видов амфибий, 2 вида морских черепах и один вид морских змей. Кроме того, крупнейшая обособленная популяция буроголовой щетинкоклювки (Dasyornis brachypterus), которая по данным 1995 года включает около 600 особей, обитает на побережье. В общей сложности на территории парка обитает более 200 видов птиц, 180 видов рыб, произрастает 460 видов растений.

## Взаимодействие с человеком
В 1951 году ботанический сад Джервис-Бей был частью Австралийского национального ботанического сада. В 1971 году был создан парк Джервис-Бей, который был расширен в 1975 году. В 1980-е годы к заповеднику был добавлен остров Боуэн. Национальный парк Джервис-Бей был создан в 1992 году. В 1995 году он объединился с ботаническим садом Джервис-Бей, а в 1997 году получил текущее название. Управление национальным парком осуществляется федеральным агентством Парки Австралии совместно с советом аборигенов Рек-Бей. Национальный парк Будери, совместно с соседним национальным парком Рек-Бей и морским парком Рек-Бей, а также заповедником Вуламиа (Woollamia) являются частью территории, значимой по программе BirdLife International.
На языке Dhurga название Будери («booderee») означает «богатый залив», или «много рыбы».